# Łemkowska Watra na Obczyźnie
Łemkowska Watra na Obczyźnie (watra to ognisko) lub Watra na Czużyni (łemk.: Лемківска Ватра нa Чужыні в Михалові) – cykliczna, coroczna impreza kulturalna, gromadząca społeczność łemkowską głównie z Dolnego Śląska, ale i z całego świata. Po raz pierwszy została zorganizowana w 1980 r.
Odbywa się co roku w pierwszy weekend sierpnia w Michałowie. Watra trwa trzy dni – piątek, sobota i niedziela. Składa się z występów zespołów folklorystycznych (reprezentujących różne grupy etniczne, nie tylko łemkowskie), spotkań z twórcami, pokazów filmów dokumentalnych, warsztatów, wystaw. 
Jest organizowana przez Stowarzyszenie Łemków. Celem Watry jest prezentacja nie tylko metamorfozy i kultywowania kultury łemkowskiej, ale szerzej kultury rusińskiej z całej Europy i świata. Watra w Michałowie ma charakter specyficznie łemkowski, a nie ukraiński i tym różni się od Watry w Zdyni, organizowanej przez Zjednoczenie Łemków.